# 1464 en santé et médecine
| Années de la santé et de la médecine : 1461 - 1462 - 1463 - 1464 - 1465 - 1466 - 1467    |
| Décennies de la santé et de la médecine : 1430 - 1440 - 1450 - 1460 - 1470 - 1480 - 1490 |

Cet article présente les faits marquants de l'année 1464 en santé et médecine.

## Événements
- 22 décembre : bulle du pape Paul III qui confirme la fondation par le roi Louis XI, en 1463, de l'université de Bourges, « école générale avec facultés de théologie, de droit canonique et de droit civil, de médecine et des arts[1] ».
- Fondation de l'hôpital de la Trinité à Metz en Lorraine par un marchand nommé Jean de Metz[2].
- Les statuts de la corporation des maréchaux-ferrants de Rouen, en Normandie, qui exigent trois années d'apprentissage, « prennent en compte les deux aspects du métier » : la ferrure, mais aussi la médecine[3].
- Pierre d'Urrea, archevêque de Tarragone, en Catalogne, fonde l'hôpital Sainte-Thècle (ca) (Hospital de Santa Tecla), par fusion de l'hôpital ecclésiastique et de l'hôpital municipal[4].
- Fondation à Montbéliard d'un hospice destiné aux vieillards et aux infirmes, mais qui ne s'ouvrira pas aux malades avant le milieu du XIXe siècle[5].
- Selon l'historien Ibn al-Badrï († 1489), l'épilepsie du fils du chambellan du calife est traitée avec succès par le cannabis[6].

## Décès
- Pierre Contier (né à une date inconnue), médecin et conseiller du roi René[7].

- 1463-1464 : Louis de Langle (né à une date inconnue), médecin et astrologue espagnol, établi à Lyon, traducteur du catalan en latin, pensionné par le roi Charles VII[8].